# Herb księstwa mazowieckiego
Herb księstwa mazowieckiego – symbol księstwa mazowieckiego w postaci herbu.

## Blazonowanie
W czteropolowej tarczy, w srebrnym pierwszym polu – (górnym prawym) smok czerwony wspięty zwrócony w prawo. W czerwonym drugim polu – (górne lewe) zwrócony w prawo orzeł piastowski srebrny. W trzecim polu – (dolne prawe) powtórzony taki orzeł jak w polu drugim. W czwartym polu – (dolne lewe) powtórzony smok z pierwszego pola.

## Symbolika herbu
Herb księstwa mazowieckiego jest powtórzeniem herbu księcia Janusza I Starszego. Wywodzi się on od dwóch herbów: orła piastowskiego oraz smoka (zwanego żmijem) – godła herbowego księstwa czerskiego.

## Historia
Herbu złożonego zaczęto używać po dokonaniu podziału Mazowsza pomiędzy synów księcia Siemowita III, Janusza I i Siemowita IV. Wyodrębniły się wówczas: księstwo płockie i księstwo czersko-warszawskie. 
Podczas bitwy pod Grunwaldem rycerstwo mazowieckie, dowodzone przez księcia warszawsko-czerskiego Janusza I, walczyło pod chorągwią z wizerunkiem powyżej opisanego herbu, o czym wspomina Jan Długosz. Herb ten używany był do czasu inkorporacji Mazowsza do Korony w 1526 roku.
Herb księstwa mazowieckiego stał się inspiracją dla herbu powołanego w 1999 roku powiatu warszawskiego zachodniego.

## Galeria

Alternatywna wersja herbu
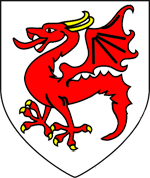
Herb używany przez Piastów czerskich
Inna wersja herbu księstwa czerskiego
Chorągiew księcia mazowieckiego Siemowita IV z okresu bitwy pod Grunwaldem
Chorągiew księcia mazowieckiego Janusza I z okresu bitwy pod Grunwaldem
Herb powiatu warszawskiego zachodniego
Herb powiatu warszawskiego zachodniego w latach 2000-2012